# Kanton Amiens-7
Kanton Amiens-7 (fr. Canton d'Amiens-7) je francouzský kanton v departementu Somme v regionu Hauts-de-France. Tvoří ho čtyři obce a část města Amiens. Zřízen byl v roce 2015.

## Obce kantonu
- Amiens (část)
- Pont-de-Metz
- Saleux
- Salouël
- Vers-sur-Selles